# Obelia
Obelia (Obelia) – rodzaj parzydełkowców z gromady stułbiopławów (Hydrozoa).

## Występowanie
Występują głównie w morzach ciepłych, ale znane są też gatunki zamieszkujące morza chłodne. Żyją m.in. w Morzu Bałtyckim, Północnym oraz Śródziemnym. W Polsce występuje Obelia geniculata i Obelia dichotoma.

## Opis
Żyją w formie kolonijnej, która jest tworzona przez polipy: osobniki wegetatywne hydranty i generatywne gonangia albo w formie meduzy. Hydranty zbudowane są podobnie jak stułbie i w jednej kolonii mieści się ich kilkaset, a nawet kilka tysięcy. Każdy z hydrantów zwęża się ku dołowi, w wyniku czego powstaje cienka nóżka, którą łączy się z innym osobnikiem. Ektoderma wszystkich osobników kolonii wytwarza na zewnątrz błonkę – perisark, która jest szkieletem kolonii. Perisark u nasady każdego z osobników rozszerza się kielichowato i tworzy hydrotekę, do której chowa swoje ramiona podrażniony osobnik. Gonangia złożone są z osobników zwanych blastostylami i otaczającej ich błonki szkieletowej nazywanej gonoteką. W gonangium przez paczkowanie powstają meduzy. Meduza obelii ma kształt parasola i średnicę 2–3 cm. Ze środka jej dolnej części wyrasta ryjkowata rączka – manubrium.

## Rozmnażanie
Meduzy rozmnażają się wyłącznie płciowo. Mają cztery gonady, tworzące się z ektodermy. Wytwarzane w gonadach komórki płciowe przedostają się do wody, gdzie następuje zapłodnienie. Z zapłodnionego jaja rozwija się larwa planula, która pływa swobodnie przez jakiś czas, po czym opada na dno i przekształca się w polipa. Polip mnoży się przez pączkowanie i w ten sposób powstaje kolonia.